# Татал
Татал (калм. Татал) — посёлок в Юстинском районе Калмыкии, административный центр Татальского сельского муниципального образования.
Население - 649 (2010)

## История
Дата основания не установлена. Посёлок обозначен на карте РККА 1941 года под названием Татал (Эмни Татал).
28 декабря 1943 года калмыцкое население села было депортировано, Татал передан Астраханской области. Впоследствии переименован в посёлок Раздольный. Данное название впервые зафиксировано на административной карте Астраханской области 1956 года. По состоянию на 1956 год посёлок Раздольный входил в состав Енотаевского района Астраханской области. Название Татал было возвращено после восстановления калмыцкой автономии

## Физико-географическая характеристика
Посёлок расположен в пределах Сарпинской низменности (северо-западная часть Прикаспийской низменности), на высоте около 0-5 метров над уровнем моря. Рельеф местности равнинный. Со всех сторон посёлок окружён пастбищными угодьями. Согласно данным природного районирования Юста относится к Южно-Сарпинскому ландшафту, который представляет собой южную опесчанненную полупустыню.
К посёлку имеет подъезд от региональной автодороги Утта - Цаган-Аман.Дорога очень ужасная,. По автомобильной дороге расстояние до столицы Калмыкии города Элиста составляет 260 км, до районного центра посёлка Цаган Аман - 48 км, до ближайшего города Нариманов Астраханской области — 180 км. Ближайший населённый пункт — посёлок Чомпот, расположенный в 16 км к юго-востоку от Татала.
В окрестностях посёлка распространены бурые солонцеватые почвыb солонцы (автоморфные). Почвообразующие породы - пески.
В посёлке, как и на всей территории Калмыкии, действует московское время.
В 5 км восточнее села находится солёное озеро Бор-Нур.
Климат
Климат умеренный резко континентальный (согласно классификации климатов Кёппена - семиаридный (BSk)). Среднегодовая температура воздуха - 9,2 °C, расчётная многолетняя норма осадков - 263 мм. Наименьшее количество осадков выпадает в феврале (норма осадков - 15 мм), максимальное - в июне (29 мм).

## Население
| 1989 |
| ---- |
| 780  |

| 2002 | 2010 |
| ---- | ---- |
| 634  | ↗649 |

Национальный состав
Согласно результатам переписи 2002 года большинство населения посёлка составляли калмыки (94 %)
| Национальность | Численность (2010) | Процент |
| -------------- | ------------------ | ------- |
| Калмыки        | 590                | 90,1%   |
| Русские        | 28                 | 4,3%    |
| Казахи         | 13                 | 2%      |
| Кыргызы        | 6                  | 0,9%    |
| Марийцы        | 6                  | 0,9%    |
| Корейцы        | 3                  | 0,5%    |
| Не указана     | 9                  | 1,4%    |
| Всего          | 655                | 100%    |

## Инфраструктура
- Сельский дом культуры
- Детский сад
- Средняя общеобразовательная школа. Основана в 1937 году[15]
- Фельдшерско-акушерский пункт

## Достопримечательности
Ступа Просветления. Открыта 24 октября 2009 года
Рядом находится Татальское газовое месторождение.

## Улицы[17]
- Восточная
- Городовикова
- Деликова
- Октябрьская
- Первомайская
- Северная
- Советская
- Хомутникова
- Центральная
- Школьный переулок